# Jacques Ier Androuet du Cerceau
Pour les articles homonymes, voir Androuet du Cerceau et du Cerceau.
Jacques Ier Androuet du Cerceau (Paris, vers 1515 - Annecy 1585), est un graveur et architecte français de la seconde moitié du XVIe siècle, plus célèbre pour ses gravures d'architecture et ses publications que pour ses constructions. Il est le père des architectes Baptiste et Jacques II Androuet du Cerceau, et le grand-père de Jean Androuet du Cerceau et de Salomon de Brosse.

## Biographie
Les origines de Jacques Androuet du Cerceau sont incertaines, tant en ce qui concerne son lieu et sa date de naissance que la qualité de ses parents. Orléans, Le Mans auraient pu être des villes qui l'auraient vu naître, mais il semble que Paris soit l'hypothèse la plus plausible, et cela vers 1515, peut-être un peu avant. Son surnom de Du Cerceau viendrait de la forme d'une enseigne (un cercle) qui était pendue à sa maison, comme nous le raconte un de ses contemporains, La Croix du Maine. Ce type d'enseigne en cerceau désignait les tavernes de l'époque. Cet élément a parfois laissé penser qu'il était fils de tenancier d'un de ces commerces.

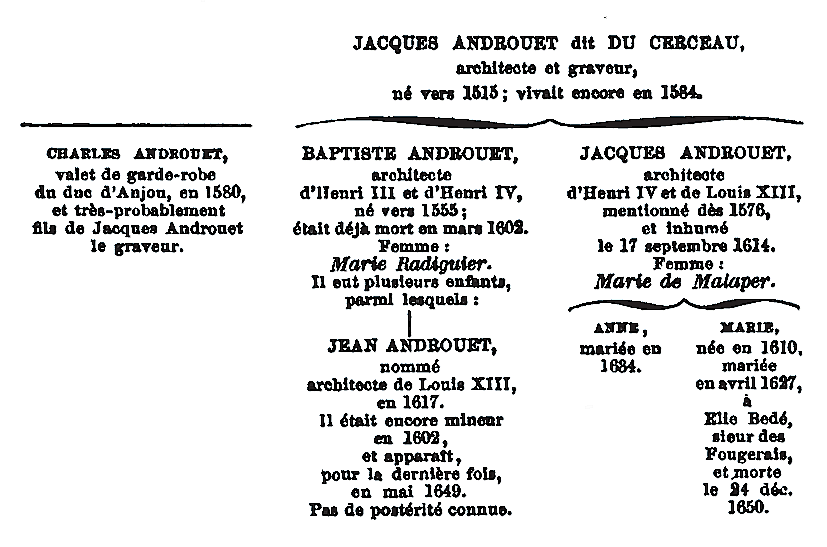
Généalogie des
Androuet du Cerceau

Il a publié quelques livres contenant des modèles très importants d'ornements et des travaux sur l'architecture, qui auront une forte influence sur les architectes français du XVIIe siècle et au-delà. Son ouvrage le plus connu reste indubitablement Les plus excellents bastiments de France où il décrit avec minutie et talent les réalisations majeures des architectes de son temps. Ses dessins, plans, élévations, détails et commentaires constituent un témoignage unique sur des constructions dont beaucoup n'existent plus aujourd'hui, ou ont été très largement remodelées par les siècles.
Il est fortement marqué par ses deux voyages en Italie où il a l'occasion de découvrir les œuvres de Palladio.
Âgé, il passe quelque temps à Montargis où il réside auprès de Renée de France, duchesse de Montargis et de Chartres, veuve du duc de Ferrare qui accueillait en son château de nombreux huguenots célèbres dont lui-même. Il aurait travaillé à la rénovation du château de Montargis (détruit) qu'il décrit dans son livre Les plus excellents bâtiments de France. On lui attribue notamment le chœur de l'église paroissiale Sainte-Marie-Madeleine.
Huguenot, il se rapproche - pour éviter les persécutions -, du duc de Nemours à Annecy où il meurt vers 1585.
Beaucoup d'historiens attribuent, parfois à tort, à Jacques Ier Androuet du Cerceau de très nombreuses réalisations. Il semble que l'œuvre principale de l'architecte soit ses gravures et ses publications admirables, même s'il est probable qu'il soit également à l'origine de constructions. Une certaine confusion entre les œuvres des Androuet du Cerceau pourrait en être la cause.

## Principales réalisations
- Le chœur de l'église Sainte-Marie-Madeleine de Montargis ;
- Château de Verneuil-en-Halatte (détruit) ;
- Hôtel Groslot d'Orléans.

## Publications
- Quinque et viginti exempla arcuum…, Orléans, s. n., 1549 (lire en ligne),  ;
- Livre d’architecture … contenant les plans & dessaings de cinquante bastimens tous differens…, Paris, s. n., 1559 ;
- Liber Novus, complectens multas et varias omnis ordinis tam Antiquorum quam Modernorum fabricas…, s. l., s. n., 1560 ;
- Second livre d’architecture … contenant plusieurs et diverses ordonnances de cheminées, lucarnes, portes, fontaines…, Paris, André Weschel/ Pour Jacques Androuet du Cerceau, 1561 ;
- Petites grotesques, vol. 2, 1 p., 60 Pl., Paris, 1562
- Leçons de perspective positive, Paris, Mamert Patisson, 1576. Première édition d'un manuel admirablement illustré sur la perspective à l'usage des peintres, des sculpteurs et des architectes. Ce livre sur la perspective a été entrepris pendant une pause d'Androuet Cerceau au cours de son travail sur Les plus excellents bastiments de France. Quelques-unes des vues de maisons ici sont proches des illustrations plus tardives du Bastiments. Ce livre amène soixante leçons dans l'art de la perspective, chaque leçon sur des problèmes de plus en plus difficiles comme aide à l'artiste dans la construction de perspectives. Les leçons sont illustrées clairement avec une planche à chaque leçon. Une deuxième édition a paru exactement un siècle plus tard, en 1676 ;
- Le premier (second) volume des plus excellents bastiments de France, Paris, Gilles Beys, Premier volume, 1576 (lire en ligne), Second volume, 1579 (lire en ligne) ;
- Livre d’architecture … auquel sont contenues diverses ordonnances de plants et élévations de bastiments…, Paris, Pour Jacques Androuet du Cerceau, 1582 ;
- Petit traitte des cinq ordres de colomnes, Paris, Pour Jacques Androuet du Cerceau, 1583 ;
- Livre des Edifices antiques Romains, 1584 (lire en ligne).